# Freiamt
Freiamt település Németországban, azon belül Baden-Württembergben. Lakosainak száma 4266 fő (2023. december 31.).

## Népesség
A település népessége az elmúlt években az alábbi módon változott:
| Lakosok száma | 3881 | 4065 | 3953 | 3916 | 3845 | 4118 | 4209 | 4271 | 4114 | 4266 |
|               | 1961 | 1967 | 1974 | 1980 | 1987 | 1993 | 2000 | 2006 | 2013 | 2023 |